# シモーネ・ロマニョーリ
シモーネ・ロマニョーリ（Simone Romagnoli, 1990年2月9日 - ）は、イタリア・ロンバルディア州クレモナ出身のサッカー選手。ポジションはDF（センターバック）。

## 経歴

### キャリア初期
ユース時代に地元のUSクレモネーゼからACミランの下部組織へ移籍。2009-10シーズンには、プリマヴェーラのキャプテンとしてチームをコッパ・イタリア・プリマヴェーラ優勝に導いた。トップチームにおいては、出場機会こそなかったもののベンチ入りも果たした。
2010-11シーズンはフォッジャ・カルチョへレンタル移籍。

### ペスカーラ
翌2011-12シーズンはセリエBのデルフィーノ・ペスカーラ1936へ共同保有の形で移籍し、クラブのセリエA昇格に貢献。2012-13シーズンも、引き続き共同保有のままペスカーラでプレーする。ミラン・プリマヴェーラ時代の恩師ジョヴァンニ・ストロッパ監督の下ではレギュラーとして活躍したものの、成績不振でストロッパが辞任。クリスティアーノ・ベルゴーディ監督が就任するとセルビア人DFウロシュ・チョシッチにポジションを奪われた。2013年1月21日にスペツィア・カルチョへレンタル移籍。

### エンポリ
2017年7月20日にカルピFCからエンポリFCへローンで加入。翌年1月31日には完全移籍した上で、ドメニコ・マイエッタと入れ替わる形でボローニャFCへシーズン終了までレンタルされることが発表された。

### パルマ
2022年6月24日、パルマ・カルチョ1913に移籍した。

## 代表歴
2012年、U-21イタリア代表に初選出され、2013年に開催されるUEFA U-21欧州選手権の予選に出場した。

## 個人成績
| シーズン | クラブ     | リーグ                   | 出場 | 得点 |
| -------- | ---------- | ------------------------ | ---- | ---- |
| 2010-11  | フォッジャ | プリマ・ディヴィジオーネ | 23   | 3    |
| 2011-12  | ペスカーラ | セリエB                  | 28   | 0    |
| 2012-13  | ペスカーラ | セリエA                  | 7    | 0    |
| 2012-13  | スペツィア | セリエB                  | 14   | 0    |
| 2013-14  | カルピ     | セリエB                  | 32   | 2    |
| 2014-15  | カルピ     | セリエB                  | 32   | 3    |
| 通算     | 通算       | 通算                     | 136  | 8    |

## タイトル
ミラン
- カンピオナート・アッリエーヴィ・ナツィオナーリ（イタリア語版）: 2006-07
- コッパ・イタリア・プリマヴェーラ（イタリア語版）: 2009-10

ペスカーラ
- セリエB : 2011-12

カルピ
- セリエB : 2014-15

ブレシア
- セリエB : 2018-19